# 유로 지폐

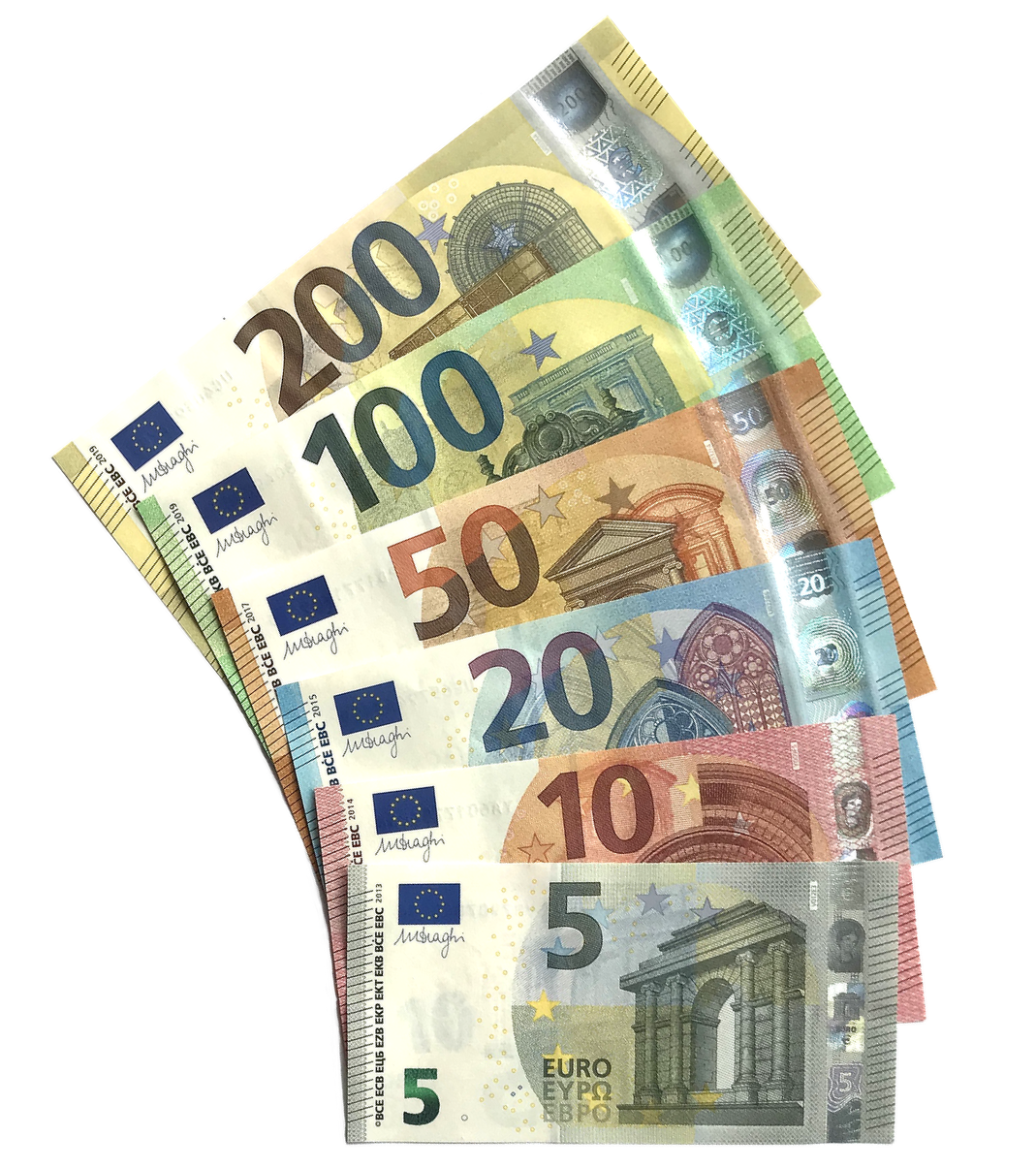
"유로파"(Europa) 시리즈의 유로 지폐 (2013년 이후)

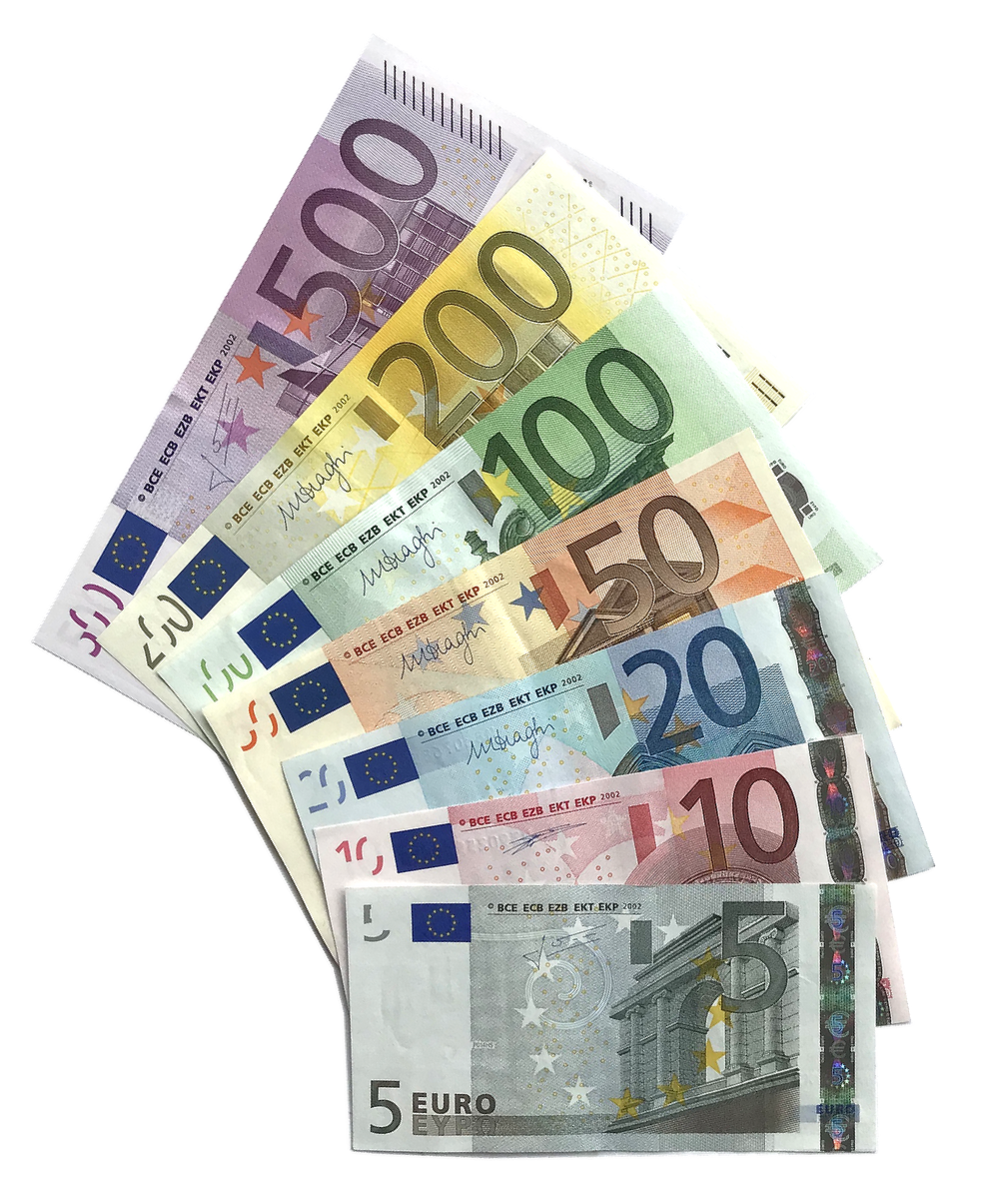
첫 번째 시리즈의 유로 지폐 (유럽의 시대와 스타일) (2002년–2013년)

유로 지폐는 유로존에서 사용하는 통화인 유로의 지폐를 말한다. 유로 지폐는 유로가 통용된 2002년에 처음 발행되었으며 유럽 중앙은행이 지폐 발행을 담당한다. 모든 유로 지폐에는 유럽 중앙은행 총재의 서명이 새겨져 있으며 5, 10, 20, 50, 100, 200, 500유로 지폐가 통용된다. 유로 지폐는 유로 주화와 마찬가지로 유로존에 속해 있는 국가에서 발행하지만 주화와는 달리 지폐의 디자인은 모두 동일하다.

## 개요

2004년부터 2012년까지 발행된 유로 지폐에 새겨진 장클로드 트리셰 유럽 중앙은행 총재의 서명

현재 통용되고 있는 유로 지폐는 7종류(5, 10, 20, 50, 100, 200, 500유로)이며 지폐마다 크기와 색상이 다르다. 유로 지폐 디자인은 유럽의 각 시대를 대표하는 건축 양식을 소재로 하고 있는데 앞면은 창문과 문, 뒷면은 다리를 소재로 하고 있다. 지폐에 그려져 있는 건축물은 유럽의 각 시대를 대표하는 건축 양식의 특징을 소재로 한 디자인일 뿐 특정 건축물을 소재로 한 디자인은 아니다.
지폐 앞면에는 유럽기가 그려져 있으며 유럽 중앙은행을 뜻하는 약칭이 표기되어 있다. 2002년부터 발행된 지폐에는 5가지 언어(BCE, ECB, EZB, ΕΚΤ, EKP)가 쓰여져 있다. 2013년부터 발행된 지폐에는 9가지 또는 10가지 언어(BCE, ECB, ЕЦБ, EZB, EKP, ΕΚΤ, ESB, EKB, BĊE, EBC)로 표기되어 있는데 이는 해당 지폐의 발행 시기가 2013년 7월 1일에 크로아티아가 유럽 연합에 가입하기 이전과 이후로 나뉘기 때문이다. 2013년 이전에 발행된 5, 10, 20유로 지폐에는 9가지 언어가 쓰여져 있는 반면에 2013년 이후에 발행된 50, 100, 200 유로에는 10가지 언어가 쓰여져 있다.
지폐 뒷면에는 유럽 지도가 그려져 있으며 화폐 단위 "유로"가 로마자(EURO), 그리스 문자(ΕΥΡΩ), 키릴 문자(ЕВРО)로 쓰여져 있다. 모든 지폐에는 유럽 중앙은행 총재의 서명이 새겨져 있으며 유럽기에 그려진 12개의 별이 그려져 있다.
유럽 통화 기구는 1996년 2월 12일에 열린 이사회에서 유로 지폐 디자인 공모전을 실시했으며 총 44종류의 디자인이 출품되었다. 유럽 통화 기구는 1996년 12월 3일에 열린 이사회에서 오스트리아 국립은행 소속 디자이너인 로베르트 칼리나(Robert Kalina)가 출품한 디자인을 유로 지폐 디자인으로 채택했다.
2016년 5월 4일 유럽 중앙은행은 500유로 지폐가 돈세탁, 비자금, 탈세, 마약 거래 등 각종 범죄에 악용되고 있는 점을 감안하여 2018년 말부터 500유로 지폐의 발행을 중단하기로 결정하는 한편 500유로 지폐를 유로파 시리즈에서 제외시켰다.

## 사양

### 첫 번째 시리즈
| 사진 | 사진 | 액면 | 크기 (mm)  | 색상 | 색상   | 디자인                       | 디자인          | 인쇄 코드의 위치      | 인쇄 코드의 위치 |
| 앞면 | 뒷면 | 액면 | 크기 (mm)  | 색상 | 색상   | 건축 양식                    | 시대            | 인쇄 코드의 위치      | 인쇄 코드의 위치 |
| ---- | ---- | ---- | ---------- | ---- | ------ | ---------------------------- | --------------- | --------------------- | ---------------- |
|      |      | €5   | 120 × 62mm |      | 회색   | 고전주의 건축                | 5세기 이전      | 디자인 왼쪽 끝 부분   |                  |
|      |      | €10  | 127 × 67mm |      | 빨간색 | 로마네스크 건축              | 11세기 ~ 12세기 | 별 (8시 방향)         |                  |
|      |      | €20  | 133 × 72mm |      | 파란색 | 고딕 건축                    | 13세기 ~ 14세기 | 별 (9시 방향)         |                  |
|      |      | €50  | 140 × 77mm |      | 주황색 | 르네상스 건축                | 15세기 ~ 16세기 | 디자인 오른쪽 끝 부분 |                  |
|      |      | €100 | 147 × 82mm |      | 초록색 | 바로크와 로코코              | 17세기 ~ 18세기 | 별 오른쪽 (9시 방향)  |                  |
|      |      | €200 | 153 × 82mm |      | 노란색 | 아르 누보 (철과 유리의 시대) | 19세기 ~ 20세기 | 별 위쪽 (7시 방향)    |                  |
|      |      | €500 | 160 × 82mm |      | 보라색 | 현대 건축                    | 20세기 ~ 21세기 | 별 (9시 방향)         |                  |

### 두 번째 시리즈
| 사진 | 사진 | 액면 | 발행 연도 | 크기 (mm)  | 색상 | 색상   | 디자인                       | 디자인          | 인쇄 코드의 위치 | 인쇄 코드의 위치 |
| 앞면 | 뒷면 | 액면 | 발행 연도 | 크기 (mm)  | 색상 | 색상   | 건축 양식                    | 시대            | 인쇄 코드의 위치 | 인쇄 코드의 위치 |
| ---- | ---- | ---- | --------- | ---------- | ---- | ------ | ---------------------------- | --------------- | ---------------- | ---------------- |
|      |      | €5   | 2013년    | 120 × 62mm |      | 회색   | 고전주의 건축                | 5세기 이전      | 오른쪽 상단      |                  |
|      |      | €10  | 2014년    | 127 × 67mm |      | 빨간색 | 로마네스크 건축              | 11세기 ~ 12세기 | 오른쪽 상단      |                  |
|      |      | €20  | 2015년    | 133 × 72mm |      | 파란색 | 고딕 건축                    | 13세기 ~ 14세기 | 오른쪽 상단      |                  |
|      |      | €50  | 2017년    | 140 × 77mm |      | 주황색 | 르네상스 건축                | 15세기 ~ 16세기 | 오른쪽 상단      |                  |
|      |      | €100 | 2019년    | 147 × 82mm |      | 초록색 | 바로크와 로코코              | 17세기 ~ 18세기 | 오른쪽 상단      |                  |
|      |      | €200 | 2019년    | 153 × 82mm |      | 노란색 | 아르 누보 (철과 유리의 시대) | 19세기 ~ 20세기 | 오른쪽 상단      |                  |

## 위변조 방지 요소
유로 지폐에는 지폐의 위변조를 막기 위한 장치가 있는데 다음과 같은 위변조 방지 요소가 있다.
- 은화 : 지폐를 밝은 빛에 비추면 지폐에 그려진 그림(2002년판 지폐는 창문과 문, 신권(2013년 발행) 지폐에는 에우로페하고 액면 숫자가 나타난다.
- 은선 : 지폐를 밝은 빛에 비추면 지폐 가운데에 검은색 은선이 나타나는데 은선에는 액면 숫자와 "EURO" 문자가 쓰여져 있다.
- 요판인쇄 : 지폐에 쓰여져 있는 "BCE ECB EZB EKT EKP" 문자와 액면 숫자, 건물이 볼록하게 인쇄되어 있다.
- 앞뒤판맞춤 : 지폐를 밝은 빛에 비추면 지폐 앞면 왼쪽 상단과 뒷면 오른쪽 상단에 쓰여져 있는 액면 숫자가 일치한다.
- 미세문자 : 지폐를 확대해서 보면 미세하게 쓰여져 있는 액면 숫자와 "EURO ΕΥΡΩ" 문자가 연속적으로 인쇄되어 있는 것이 보인다.
- 홀로그램 띠 : 5, 10, 20유로 지폐에 적용된 위변조 방지 요소로서 보는 각도에 따라 액면 숫자나 유로 기호(€)가 나타난다.
- 홀로그램 패치 : 50, 100, 200, 500유로 지폐에 적용된 위변조 방지 요소로서 보는 각도에 따라 건물이나 액면 숫자가 나타난다.
- 형광색사 : 5, 10, 20유로 지폐에 적용된 위변조 방지 요소로서 지폐를 45도 정도 기울인 상태에서 밝은 빛에 비추면 액면 숫자와 유로 기호(€)가 인쇄되어 있는 세로 띠가 나타난다.
- 시변각잉크 : 50, 100, 200, 500유로 지폐에 적용된 위변조 방지 요소로서 보는 각도에 따라 액면 숫자의 색상이 보라색이나 초록색으로 바뀐다.
- 형광인쇄 : 지폐를 적외선에 비추면 지폐가 형광빛을 내는데 지폐에 따라 형광빛을 내는 부분이 다르다. 지폐를 자외선에 비추면 유리온 별자리와 형광 색사가 나타난다.
- 바코드 : 지폐를 밝은 빛에 비추면 은화 오른쪽에 있는 금속 선이 나타난다. 지폐는 금속 선의 수와 폭으로 식별할 수 있으며 맨체스터 코드가 이를 인식한다.

| 권종 | 바코드    | 맨체스터 코드 |
| ---- | --------- | ------------- |
| €5   | 0110 10   | 100           |
| €10  | 0101 10   | 110           |
| €20  | 1010 1010 | 0000          |
| €50  | 0110 1010 | 1000          |
| €100 | 0101 1010 | 1100          |
| €200 | 0101 0110 | 1110          |
| €500 | 0101 0101 | 1111          |

(지폐를 뒷면에서 볼 때를 기준으로 한 것으로 진한 선을 1, 얇은 선을 0으로 한다.)

## 기번호
유로 지폐는 주화와는 달리 발행 국가의 독자적인 디자인을 사용하지 않는다. 다만 지폐에 표기된 기번호 첫 글자로 지폐를 발행한 나라를 알 수 있다. 기번호 첫 글자는 지폐를 발행한 나라를 뜻하며 뒤에 있는 11자리 숫자는 체크섬으로 되어 있는데 이는 회원국마다 다르다. 이 숫자는 기번호의 각 자리별 숫자를 더했을 때 그 수가 두 자리 이상의 수이면 다시 각 자리별 숫자를 더하는데 여기서 나온 한 자리 숫자로도 지폐를 발행한 나라를 알 수 있다.
기번호 첫 글자 가운데 W와 K, J는 현재 유로를 도입하지 않은 유럽 연합 회원국이 차후에 유로를 도입할 때 사용할 수 있도록 남겨놓았다. 또한 R은 유로를 도입한 회원국임에도 불구하고 지폐를 발행하지 않는 나라가 사용하고 있다.
기번호 첫 글자는 Z를 시작으로 각 나라의 공용어로 표기한 국명의 알파벳 순서로 결정되어 있다.
| 코드 | 국가          | 국가                            | 체크섬 번호(1) |
| 코드 | 국명          | 국명의 공용어 표기              | 체크섬 번호(1) |
| ---- | ------------- | ------------------------------- | -------------- |
| Z    | 벨기에        | België/Belgique/Belgien         | 9              |
| Y    | 그리스        | Ελλάδα                          | 1              |
| X    | 독일          | Deutschland                     | 2              |
| (W)  | (덴마크)      | Danmark                         | (3)            |
| V    | 스페인        | España                          | 4              |
| U    | 프랑스        | France                          | 5              |
| T    | 아일랜드      | Éire/Ireland                    | 6              |
| S    | 이탈리아      | Italia                          | 7              |
| (R)  | (룩셈부르크)  | Luxembourg/Luxemburg/Lëtzebuerg | (8)            |
| (Q)  | 사용하지 않음 | 사용하지 않음                   | 사용하지 않음  |
| P    | 네덜란드      | Nederland                       | 1              |
| (O)  | 사용하지 않음 | 사용하지 않음                   | 사용하지 않음  |
| N    | 오스트리아    | Österreich                      | 3              |
| M    | 포르투갈      | Portugal                        | 4              |
| L    | 핀란드        | Suomi/Finland                   | 5              |
| (K)  | (스웨덴)      | Sverige                         | (6)            |
| (J)  | (영국)        | United Kingdom                  | (7)            |
| (I)  | 사용하지 않음 | 사용하지 않음                   | 사용하지 않음  |
| H    | 슬로베니아    | Slovenija                       | 9              |
| G    | 키프로스      | Κύπρος/Kıbrıs                   | 1              |
| F    | 몰타          | Malta                           | 2              |
| E    | 슬로바키아    | Slovensko                       | 3              |
| D    | 에스토니아    | Eesti                           | 4              |
| (C)  | 라트비아      | Latvija                         |                |
| (B)  | 리투아니아    | Lietuva                         |                |
| (A)  | 사용하지 않음 | 사용하지 않음                   | 사용하지 않음  |

## 인쇄처 식별 코드
유로 지폐에는 지폐의 인쇄 정보를 알 수 있는 여섯 자리 인쇄처 식별 코드가 있는데 코드 첫 글자는 알파벳이며 나머지 다섯 자리 코드는 세 자리 수와 알파벳 1개, 한 자리 숫자로 구성되어 있다(예: G013B6).
코드 첫 글자는 인쇄처를, 세 자리 수는 지폐 인쇄판의 판 수를 나타내고 있다. 인쇄처 식별 코드의 예에서 언급한 "013"은 그 인쇄처에서 만든 13번째 인쇄판으로 인쇄했다는 것을 뜻한다. 다섯 번째 자리에 있는 알파벳과 여섯 번째 자리에 있는 숫자는 각각 인쇄판의 세로줄과 가로줄의 위치를 뜻하는데 "B6"는 각각 두 번째 세로줄과 여섯 번째 가로줄을 뜻한다.
지폐는 여러 장으로 연결된 시트 형태로 인쇄되지만 인쇄처마다 시트의 크기가 차이가 난다. 이는 액면이 높아지면서 지폐가 커지기 때문인데 같은 크기의 시트일 경우에는 인쇄되는 지폐의 수도 줄어든다. 예를 들어 독일에 위치한 두 개의 인쇄처에서는 시트 한 매로 5유로 지폐를 60장(세로 10단, 가로 6열)이나 인쇄하지만 10유로 지폐일 경우에는 54장(세로 9단, 가로 6열), 20유로 지폐일 경우에는 45장(세로 9단, 가로 5열)을 인쇄한다.
인쇄처 식별 코드가 국가별 코드와 일치할 필요는 없으며 특정 국가가 발행한 지폐에서 외국에서 인쇄되는 경우가 있다.
| 코드 | 인쇄처                                                                  | 발행 지역           | 발행 국가  | 중앙은행                                                                                 |
| ---- | ----------------------------------------------------------------------- | ------------------- | ---------- | ---------------------------------------------------------------------------------------- |
| (A)  | (잉글랜드 은행 인쇄국 (Bank of England Printing Works))                 | (로턴)              | (영국)     | ---                                                                                      |
| (B)  | 사용하지 않음                                                           | ---                 | ---        | ---                                                                                      |
| (C)  | 툼바 브룩 (Tumba Bruk)                                                  | (툼바)              | (스웨덴)   | ---                                                                                      |
| D    | 세테크 오위 (Setec Oy)                                                  | 반타                | 핀란드     | L (핀란드)                                                                               |
| E    | F. C. 오베르튀르 (F. C. Oberthur)                                       | 샹트피              | 프랑스     | H (슬로베니아), L (핀란드), P (네덜란드), U (프랑스)                                     |
| F    | 오스트리아 조폐국 (Österreichische Banknoten und Sicherheitsdruck)      | 빈                  | 오스트리아 | N (오스트리아), P (네덜란드), S (이탈리아), T (아일랜드), Y (그리스)                     |
| G    | 요흐 엔스헤더 (Koninklijke Joh. Enschedé)                               | 하를럼              | 네덜란드   | F (몰타), G (키프로스), L (핀란드), N (오스트리아), P (네덜란드), V (스페인), Y (그리스) |
| H    | 데 라 루 (De La Rue)                                                    | 게이츠헤드          | 영국       | L (핀란드), M (포르투갈), P (네덜란드), T (아일랜드)                                     |
| (I)  | 사용하지 않음                                                           | ---                 | ---        | ---                                                                                      |
| J    | 이탈리아 정부 조폐국 (Istituto Poligrafico e Zecca dello Stato)         | 로마                | 이탈리아   | S (이탈리아)                                                                             |
| K    | 아일랜드 중앙은행 (Banc Ceannais na hÉireann / Central Bank of Ireland) | 더블린              | 아일랜드   | T (아일랜드)                                                                             |
| L    | 프랑스 은행 (Banque de France)                                          | 샤말리에르          | 프랑스     | U (프랑스)                                                                               |
| M    | 스페인 국립 주화 우표 제조국 (Fábrica Nacional de Moneda y Timbre)      | 마드리드            | 스페인     | V (스페인)                                                                               |
| N    | 그리스 은행 (Bank of Greece)                                            | 아테네              | 그리스     | Y (그리스)                                                                               |
| (O)  | 사용하지 않음                                                           | ---                 | ---        | ---                                                                                      |
| P    | 기제케 앤 데브린트 (Giesecke & Devrient)                                | 뮌헨과 라이프치히   | 독일       | L (핀란드), M (포르투갈), P (네덜란드), U (프랑스), V (스페인), X (독일), Y (그리스)     |
| (Q)  | 사용하지 않음                                                           | ---                 | ---        | ---                                                                                      |
| R    | 독일 연방 조폐국 (Bundesdruckerei)                                      | 베를린              | 독일       | P (네덜란드), X (독일), Y (그리스)                                                       |
| (S)  | 덴마크 국립은행 (Danmarks Nationalbank)                                 | (코펜하겐)          | (덴마크)   | ---                                                                                      |
| T    | 벨기에 국립은행 (National Bank of Belgium)                              | 브뤼셀              | 벨기에     | U (프랑스), V (스페인), Z (벨기에)                                                       |
| U    | 발로라 - 포르투갈 은행 (Valora - Banco de Portugal)                     | 카헤가두 (알렝케르) | 포르투갈   | M (포르투갈)                                                                             |

## 같이 보기
- 유로
- 유로 주화